# Ctenotus rufescens
Ctenotus rufescens este o specie de șopârle din genul Ctenotus, familia Scincidae, descrisă de Storr 1979. Conform Catalogue of Life specia Ctenotus rufescens nu are subspecii cunoscute.